# سینوس بزرگ‌سیاهرگ‌ها
سینوس بزرگ‌سیاهرگ‌ها (انگلیسی: Sinus venarum) بخشی از دهلیز راست در قلب انسان بالغ است که در آن سطح داخلی دهلیز راست صاف است، در حالی که بقیه سطح داخلی به دلیل وجود ماهیچه‌های شانه‌مانند ناهموار است. سینوس بزرگ‌سیاهرگ‌ها نشان‌دهندهٔ بخشی از قلب بزرگسالان است که از شاخ سینوسی راست سینوس سیاهرگی جنینی  تکامل می‌یابد. سینوس بزرگ‌سیاهرگ‌ها از بقیه دهلیز راست توسط ستیغ پایانی (در داخل) و شیار پایانی (در خارج) جدا می‌شود.